# Status Grand Prix
Status Grand Prix fue una escudería de automovilismo de procedencia irlandesa. Fue campeona de A1 Grand Prix en la temporada 2008-09, y en 2010 fue subcampeona de la GP3 Series y tercera en 2014.

## Historia del equipo
El equipo se formó en el año 2005 para correr con el equipo A1 Team Irlanda en las nuevas series A1 Grand Prix. Los accionistas de la escudería son: Mark Gallagher antiguo cabeza de marketing de Jordan Grand Prix, el antiguo piloto de Fórmula 1 David Kennedy, John Hynes y Teddy Yip, Jr., cuyo padre Teddy Yip era propietario de la escudería de Fórmula 1 Theodore Racing. La escudería Status, también ha competido con el equipo A1 Team Canada en la temporada 2007-2008 y también ha asistido al A1 Team Holanda en la temporada 2008-2009, la temporada en el que Irlanda ganó el campeonato.
En 2010, Status Grand Prix compite en la primera temporada de la GP3 Series, con Gary Anderson liderando el lado técnico de la escudería.
El 17 de octubre de 2014, compra el equipo de GP2 Caterham Racing para competir en la temporada 2015.

## Resultados

### A1 Grand Prix
| Resultados A1 Grand Prix | Resultados A1 Grand Prix | Resultados A1 Grand Prix | Resultados A1 Grand Prix           | Resultados A1 Grand Prix | Resultados A1 Grand Prix | Resultados A1 Grand Prix | Resultados A1 Grand Prix | Resultados A1 Grand Prix | Resultados A1 Grand Prix |
| Año                      | Coche                    | Escudería                | Pilotos                            | Victorias                | Poles                    | V.Rápidas                | Puntos                   | C.E.                     |                          |
| ------------------------ | ------------------------ | ------------------------ | ---------------------------------- | ------------------------ | ------------------------ | ------------------------ | ------------------------ | ------------------------ | ------------------------ |
| 2007-08                  | Lola-Zytek               | A1 Team Irlanda          | Ralph Firman · Adam Carroll        | 1                        | 0                        | 1                        | 94                       | 6.º                      |                          |
| 2007-08                  | Lola-Zytek               | A1 Team Canadá           | James Hinchcliffe · Robert Wickens | 1                        | 2                        | 1                        | 75                       | 9.º                      |                          |
| 2008-09                  | Ferrari                  | A1 Team Irlanda          | Adam Carroll                       | 5                        | 6                        | 5                        | 112                      | 1.º                      |                          |

 C.E. = Posición en el Campeonato de Escuderías.

### GP3 Series
(Clave) (negrita indica pole position) (cursiva indica vuelta rápida puntuable)

| Año  | Chasis                             | Neu. | N.º | Pilotos                | 1   | 1   | 2   | 2   | 3   | 3   | 4   | 4   | 5   | 5   | 6   | 6   | 7   | 7   | 8   | 8   | 9   | 9   | Puntos | Pos. | Ref.  |
| ---- | ---------------------------------- | ---- | --- | ---------------------- | --- | --- | --- | --- | --- | --- | --- | --- | --- | --- | --- | --- | --- | --- | --- | --- | --- | --- | ------ | ---- | ----- |
| 2010 | Dallara GP3/10 Renault 2.0 L Turbo | P    |     |                        | BAR | BAR | EST | EST | VAL | VAL | SIL | SIL | HOC | HOC | BUD | BUD | SPA | SPA | MNZ | MNZ |     |     | 86     | 2.º  | [ 3 ] |
| 2010 | Dallara GP3/10 Renault 2.0 L Turbo | P    | 4   | Robert Wickens         | 2   | 4   | 11  | 21  | 2   | 16  | 9   | 5   | 1   | 5   | 4   | 2   | 1   | 11  | 2   | 1   |     |     | 86     | 2.º  | [ 3 ] |
| 2010 | Dallara GP3/10 Renault 2.0 L Turbo | P    | 5   | Ivan Lukashevich       | 19  | 19  | 19  | 27  | 16  | 25  | 19  | Ret | 17  | 13  | 25  | 18  | Ret | 13  | 19  | 14  |     |     | 86     | 2.º  | [ 3 ] |
| 2010 | Dallara GP3/10 Renault 2.0 L Turbo | P    | 6   | Daniel Morad           | Ret | 22  | 5   | 5   | 19  | 12  | 7   | 1   | Ret | 9   | 21  | 12  | Ret | 16  | 9   | 7   |     |     | 86     | 2.º  | [ 3 ] |
| 2011 | Dallara GP3/10 Renault 2.0 L Turbo | P    |     |                        | EST | EST | BAR | BAR | VAL | VAL | SIL | SIL | NÜR | NÜR | BUD | BUD | SPA | SPA | MNZ | MNZ |     |     | 50     | 5.º  | [ 4 ] |
| 2011 | Dallara GP3/10 Renault 2.0 L Turbo | P    | 4   | Alexander Sims         | 8   | 1   | Ret | Ret | 6   | 2   | 2   | 3   | 12  | 2   | DSQ | 9   | Ret | Ret | 21† | Ret |     |     | 50     | 5.º  | [ 4 ] |
| 2011 | Dallara GP3/10 Renault 2.0 L Turbo | P    | 5   | António Félix da Costa | 5   | 4   | 12  | 17  | Ret | 20† | 19  | 9   | 28  | Ret | 11  | 6   | Ret | 11  | 7   | 1   |     |     | 50     | 5.º  | [ 4 ] |
| 2011 | Dallara GP3/10 Renault 2.0 L Turbo | P    | 6   | Ivan Lukashevich       | 14  | 24  | 17  | 13  | Ret | Ret | 18  | 24  | 11  | 18  | 28  | 23  | 10  | 8   | Ret | Ret |     |     | 50     | 5.º  | [ 4 ] |
| 2012 | Dallara GP3/10 Renault 2.0 L Turbo | P    |     |                        | BAR | BAR | MON | MON | VAL | VAL | SIL | SIL | HOC | HOC | BUD | BUD | SPA | SPA | MNZ | MNZ |     |     | 67     | 6.º  | [ 5 ] |
| 2012 | Dallara GP3/10 Renault 2.0 L Turbo | P    | 14  | Marlon Stöckinger      | 2   | 19  | 8   | 1   | 19  | 11  | 16  | Ret | 16  | 11  | 9   | 13  | 14  | 16  | 7   | 4   |     |     | 67     | 6.º  | [ 5 ] |
| 2012 | Dallara GP3/10 Renault 2.0 L Turbo | P    | 15  | Kotaro Sakurai         | 18  | 12  | 13  | 20  |     |     | 15  | 13  |     |     |     |     |     |     |     |     |     |     | 67     | 6.º  | [ 5 ] |
| 2012 | Dallara GP3/10 Renault 2.0 L Turbo | P    | 15  | Lewis Williamson       |     |     |     |     |     |     |     |     | 13  | Ret | 10  | 5   | 8   | 7   | 19  | Ret |     |     | 67     | 6.º  | [ 5 ] |
| 2012 | Dallara GP3/10 Renault 2.0 L Turbo | P    | 16  | Alice Powell           | Ret | 11  | 11  | 22  | 18  | Ret | 17  | Ret | 19  | Ret | 19  | 20  | 18  | 12  | 12  | 8   |     |     | 67     | 6.º  | [ 5 ] |
| 2013 | Dallara GP3/13 AER 3.4 L           | P    |     |                        | BAR | BAR | VAL | VAL | SIL | SIL | NÜR | NÜR | BUD | BUD | SPA | SPA | MNZ | MNZ | YMC | YMC |     |     | 18     | 9.º  | [ 6 ] |
| 2013 | Dallara GP3/13 AER 3.4 L           | P    | 17  | Jimmy Eriksson         | 19  | Ret | 18  | 16  | 18  | 21† | Ret | 18  | 13  | 12  | 17  | 15  | 13  | Ret | 23  | 26  |     |     | 18     | 9.º  | [ 6 ] |
| 2013 | Dallara GP3/13 AER 3.4 L           | P    | 18  | Adderly Fong           | 23  | 11  | Ret | Ret | 9   | Ret |     |     | 20  | 17  | Ret | 16  | 19  | 20† | 17  | 21  |     |     | 18     | 9.º  | [ 6 ] |
| 2013 | Dallara GP3/13 AER 3.4 L           | P    | 18  | Alexander Sims         |     |     |     |     |     |     | 8   | 2   |     |     |     |     |     |     |     |     |     |     | 18     | 9.º  | [ 6 ] |
| 2013 | Dallara GP3/13 AER 3.4 L           | P    | 19  | Josh Webster           | Ret | Ret | 17  | 18  | 16  | 16  | Ret | Ret | 21  | DSQ | Ret | 18  | Ret | 16  | 21  | 22  |     |     | 18     | 9.º  | [ 6 ] |
| 2014 | Dallara GP3/13 AER 3.4 L           | P    |     |                        | BAR | BAR | SPI | SPI | SIL | SIL | HOC | HOC | BUD | BUD | SPA | SPA | MNZ | MNZ | SOC | SOC | YMC | YMC | 254    | 3.º  | [ 7 ] |
| 2014 | Dallara GP3/13 AER 3.4 L           | P    | 26  | Nick Yelloly           | 9   | 7   | 7   | 5   | 5   | 2   | 4   | 5   | 2   | 11  | 3   | 5   | 10  | 5   | 9   | 6   | 8   | 1   | 254    | 3.º  | [ 7 ] |
| 2014 | Dallara GP3/13 AER 3.4 L           | P    | 27  | Richie Stanaway        | 3   | 4   | 4   | 3   | 7   | 1   | 13  | 7   | 1   | 6   | 7   | 2   | 9   | Ret | 12  | Ret | 12  | 7   | 254    | 3.º  | [ 7 ] |
| 2014 | Dallara GP3/13 AER 3.4 L           | P    | 28  | Alfonso Celis Jr.      | 18  | Ret | Ret | 19  | 16  | 10  | Ret | 23† | 16  | 22  | 12  | 15  | 16  | Ret | 16  | 7   | 16  | Ret | 254    | 3.º  | [ 7 ] |
| 2015 | Dallara GP3/13 AER 3.4 L           | P    |     |                        | BAR | BAR | SPI | SPI | SIL | SIL | BUD | BUD | SPA | SPA | MNZ | MNZ | SOC | SOC | SAK | SAK | YMC | YMC | 29     | 8.º  | [ 8 ] |
| 2015 | Dallara GP3/13 AER 3.4 L           | P    | 7   | Seb Morris             | Ret | 24  | 19  | 5   | 15  | 12  | 12  | 12  | Ret | 14  | DSQ | Ret | 14  | 10  | 16  | Ret | 13  | 15  | 29     | 8.º  | [ 8 ] |
| 2015 | Dallara GP3/13 AER 3.4 L           | P    | 8   | Alex Fontana           | 9   | 16  | 10  | 6   | 19  | 18  | 14  | 13  | 10  | 6   | 8   | 16  | 19  | 11  | 19  | 19  | 15  | 13  | 29     | 8.º  | [ 8 ] |
| 2015 | Dallara GP3/13 AER 3.4 L           | P    | 9   | Sandy Stuvik           | 18  | 17  | 7   | Ret | 22  | 20  | 22  | 14  | Ret | 17  | 11  | 8   | 16  | 17  | 13  | Ret | 17  | 16  | 29     | 8.º  | [ 8 ] |

### GP2 Series
(Clave) (negrita indica pole position) (cursiva indica vuelta rápida puntuable)

| Año  | Chasis                                 | Neu. | N.º | Pilotos           | 1   | 1   | 2   | 2   | 3   | 3   | 4   | 4   | 5   | 5   | 6   | 6   | 7   | 7   | 8   | 8   | 9   | 9   | 10  | 10  | 11  | 11  | Puntos | Pos. | Ref.  |
| ---- | -------------------------------------- | ---- | --- | ----------------- | --- | --- | --- | --- | --- | --- | --- | --- | --- | --- | --- | --- | --- | --- | --- | --- | --- | --- | --- | --- | --- | --- | ------ | ---- | ----- |
| 2015 | Dallara GP2/11 Mecachrome V8108 GP2 V8 | P    |     |                   | SAK | SAK | BAR | BAR | MON | MON | SPI | SPI | SIL | SIL | BUD | BUD | SPA | SPA | MNZ | MNZ | SOC | SOC | SAK | SAK | YMC | YMC | 60     | 8.º  | [ 9 ] |
| 2015 | Dallara GP2/11 Mecachrome V8108 GP2 V8 | P    | 22  | Marlon Stöckinger | 11  | 19  | Ret | 20  | 19  | 18  | 19  | 19  | 19  | 22  | 19  | 23  | 17  | 19  | Ret | 19  | Ret | Ret | 13  | 19  | 18  | C   | 60     | 8.º  | [ 9 ] |
| 2015 | Dallara GP2/11 Mecachrome V8108 GP2 V8 | P    | 23  | Richie Stanaway   | 15  | 11  | 10  | 19  | 7   | 1   | 23  | 15  | Ret | 13  | 21  | 13  | 18  | 13  | 4   | 4   | 7   | 1   |     |     |     |     | 60     | 8.º  | [ 9 ] |
| 2015 | Dallara GP2/11 Mecachrome V8108 GP2 V8 | P    | 23  | Oliver Rowland    |     |     |     |     |     |     |     |     |     |     |     |     |     |     |     |     |     |     | 22  | Ret | 15  | C   | 60     | 8.º  | [ 9 ] |